# Graben 1401-Jühnsdorf
Der Graben 1401-Jühnsdorf ist ein Meliorationsgraben auf der Gemarkung von Jühnsdorf, einem Ortsteil der Gemeinde Blankenfelde-Mahlow in Brandenburg.

## Verlauf
Der Graben besteht aus einem verzweigten Wegenetz, das landwirtschaftlich genutzte Flächen südwestlich von Jühnsdorf entwässert. Diese befinden sich südlich des Lindenbergs, der höchsten Erhebung in der Umgebung und werden von der Landstraße 792 durchschnitten, die von Südwesten kommend in den Ort führt. Die Gräben entwässern vorzugsweise in West-Ost-Richtung in den Rangsdorfer See. Kurz vor dem Einlauf und dort bereits innerhalb des Naturschutzgebietes Rangsdorfer See fließt von Norden kommend ein weiterer Meliorationsgraben, der Graben 1402-Jühnsdorf zu, der die nördlich des Lindenbergs gelegenen Flächen entwässert.
Ein Bestandsaufnahme im Rahmen eines Maßnahmenprogramms für die Elbe zeigte auf, dass der Graben durch Versickerung, Erosion, Ableitung und Drainagen sowie Änderung in der Bewirtschaftung und Aufforstung belastet ist. Ein Gutachten zur Verbesserung des chemischen und ökologischen Zustands des Rangsdorfer Sees empfiehlt, die Durchflussmengen des Grabens zu erfassen.